# Borowina Sitaniecka
Borowina Sitaniecka (pronunciación en polaco: /bɔrɔˈvina ɕitaˈɲɛtska/) es un pueblo en el distrito administrativo de Gmina Zamość, dentro del condado de Zamość, voivodato de Lublin, en el este de Polonia. Se encuentra a unos 7 kilómetros al noreste de Zamość y 74 kilómetros al sureste de la capital regional Lublin.